# Sonate K. 531
La sonate K. 531 (F.475/L.430) en mi majeur est une œuvre pour clavier du compositeur italien Domenico Scarlatti.

## Présentation
La sonate K. 531 en mi majeur est un Allegro à 
. Elle surprend par les mesures à vide surmontées d'un point d'orgue (mesures 39, 46, 98 et 105) qui encadrent de courtes séquences.

## Manuscrits
Le manuscrit principal est le numéro 18 du volume XIII (Ms. 9784) de Venise (1757), copié pour Maria Barbara ; l'autre étant Parme XV 18 (Ms. A. G. 31420). Les autres sources sont Münster I 66 (Sant Hs 3964) et Vienne D 16 (VII 28011 D).

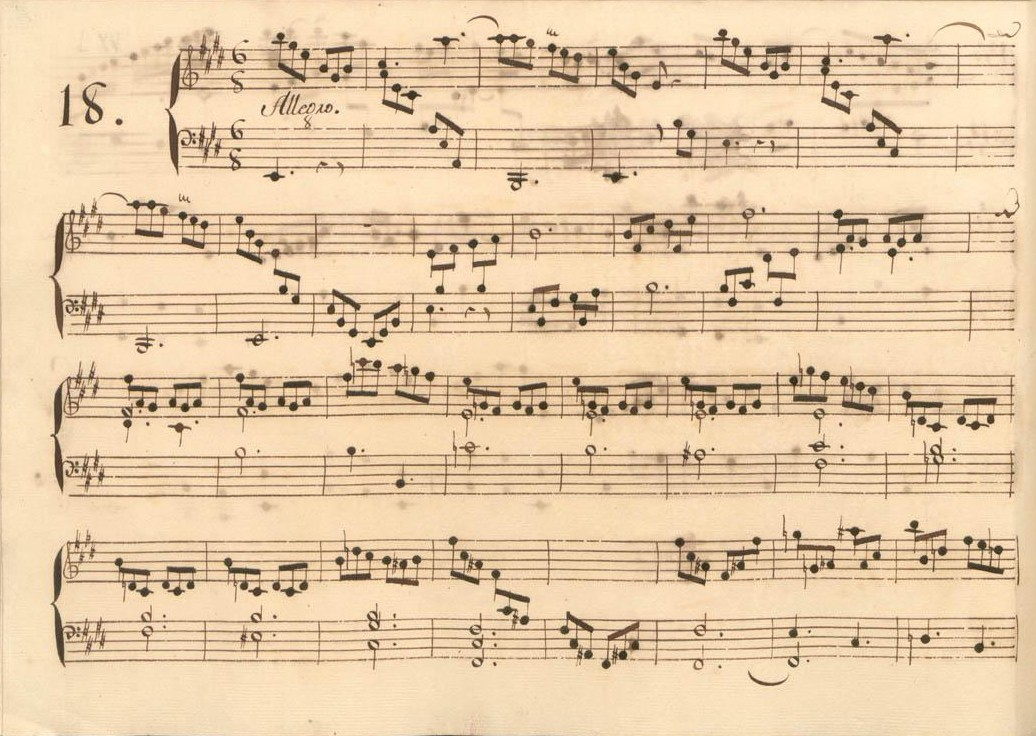
Parme XV 18.
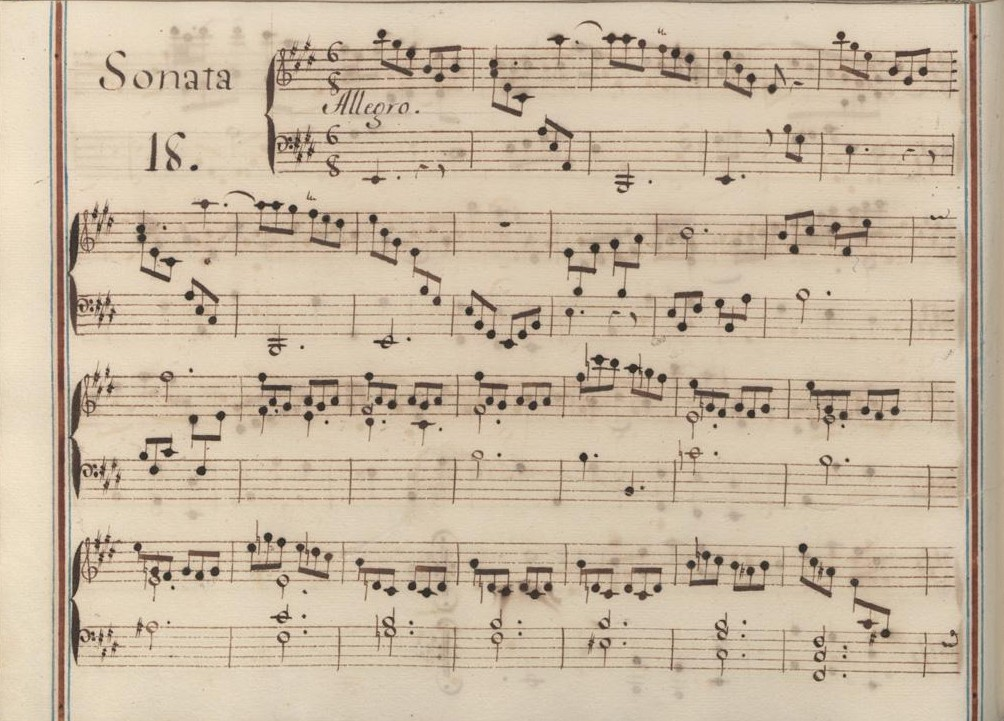
Venise XVIII 18.

## Interprètes
Au piano, la sonate K. 531 est défendue par Vladimir Horowitz (RCA 1947 et Sony 1962), Anne Queffélec (1970), Fou Ts'ong (1984, Collin/Meridian), David Greilsammer (2014), Daria van den Bercken (2017) et Hikari Fukuda (2025, OMF).
Au clavecin, elle est interprétée par Scott Ross (Erato, 1985), Christophe Rousset (1997), Pierre Hantaï (2002) et Luc Beauséjour (Analekta). Par ailleurs, Emilia Fadini l'a enregistrée sur piano-forte en 2007 et Charles Metz, sur un piano-forte carré, fabriqué en 1806 par Clementi (2023, Navona). Daniel Marx (2017, Genuin) l'enregistre à la guitare.

## Sources
: document utilisé comme source pour la rédaction de cet article.
- Ralph Kirkpatrick (trad. de l'anglais par Dennis Collins), Domenico Scarlatti, Paris, Lattès, coll. « Musique et Musiciens », 1982 (1re éd. 1953 (en)), 493 p. (OCLC 954954205, BNF 34689181).
- Alain de Chambure, « Domenico Scarlatti : Intégrale des sonates — Scott Ross », Erato (2564-62092-2), 1985 (OCLC 891183737) .